# Harpocration d'Alexandrie
Pour les articles homonymes, voir Harpocration.
Harpocration d'Alexandrie est l'auteur des Cyranides un traité de magie hermétique. Il vit durant l'Empire romain, à une date indéterminée.

## L'auteur
Depuis la fin du XIXe siècle, plusieurs hypothèses ont été faites à propos de l'identification d'Harpocration d'Alexandrie à l'un des autres Harpocration connus, et de sa période d'activité, les dates allant du IIe siècle au IVe siècle. Aucune ne s'impose. Certaines s'appuient fortement sur le fait, lui même contesté, qu'Harpocration d'Alexandrie est aussi l'auteur de la lettre à César Auguste.
Plusieurs auteurs (à commencer par Hans Gärtner (de), mais également Paul Tannery et d'autres) ont proposé l'identification à Valerius Harpocration, en s'appuyant en particulier sur la lettre à César Auguste, où le protagoniste déclare être grammairien. Aujourd'hui la période d'activité de Valerius Harpocration est évaluée à la fin du IIe siècle.
Fernand de Mély, et d'autres auteurs après lui, ont préféré l'identification à un Harpocration correspondant de Libanios, poète, grammairien et brillant orateur égyptien de la seconde moitié du IVe siècle,.
Harpocration d'Alexandrie pourrait être l'Harpocration mentionné par Tertullien dans le De corona.
Enfin Pierre Boudreaux, qui date Harpocration d'Alexandrie du IIe siècle, a proposé de l'identifier à Aelius Harpocration, grammairien, cité par la Souda, ou au platonicien Harpocration d'Argos,.

## Œuvres

### Les Cyranides
On attribue au moins pour partie à Harpocration un livre de magie hermétique, les Cyranides (Kyranides), dont certains éléments remontent au Ier siècle, d'autres au IVe siècle, et qui est dédié à un empereur romain identifié à Julien[réf. incomplète]. Les Kyranides, ou Liber Kyramidarum, seu liber physicalium virtutum compositionum et curationum collectus ex libris duobus, es primo videlicet kyrannidarum Kyranni, régis Persarum, et ex libris Arpocrationis Alexandrini (Livre des vertus naturelles, des sympathies et antipathies, formé de l'assemblage de deux livres, de celui de Kyranos, roi des Perses, et de ceux d'Harpocration d'Alexandrie dédiés à sa propre fille), forment un ouvrage compilé par un auteur byzantin entre le Ve  et le  VIIIe siècle, et traduit du grec en latin par Paschalis Romanus, à Constantinople, en 1169. Les Kyranides se composent de quatre livres regroupés en deux parties. La première partie (livre I), intitulée Kyranis, est attribuée à Hermès Trismégiste, qui fait une révélation à Kyranos, pseudo-roi de Perse ; cette partie a été réécrite par Harpocration ; il y est question de 24 pierres, herbes, poissons, oiseaux, cités dans l'ordre alphabétique grec, dont les pouvoirs donnent plaisir ou guérison.

« On a disposé par ordre alphabétique, chaque lettre comprenant une plante, un animal - volatile et poisson - et une pierre, ces quatre étant en sympathie les uns avec les autres. »

— Extraits d'Harpokration d'Alexandrie sur les vertus naturelles des bêtes, herbes et pierres[source insuffisante]
La seconde partie (formée des livres II, III et IV), s'intitule Koiranides, Livre court médical d'Hermès Trismégiste selon la science astrologique et l'influx naturel des animaux, publié à l'adresse de son disciple Asclépios ; elle offre trois bestiaires, décrivant des oiseaux, des animaux terrestres, et des poissons, aux pouvoirs médicaux et magiques. Comme le Liber sigillorum (Livre des sceaux) de Theel ou Azareus, il décrit des pierres gravées qui ont valeur de talismans.

« La bienheureuse Nature a manifesté encore sa puissance dans les pierres, les plantes, les herbes et les eaux [thermales et minérales]. »

— (Kyranides, livre IV, chap. 10)[source insuffisante]

### Lettre à César Auguste
Sur la foi d'un ancien manuscrit, une lettre adressée à un empereur romain, qui sert de préface à un court traité de botannique astrologique, est parfois attribuée à Harpocration d'Alexandrie, ainsi que le traité qui l'accompagne. D'autres manuscrits attribuent la lettre et le traité à un Thessalos astrologue ou philosophe (suivant les manuscrits), un temps identifié à Thessalos de Tralles.

### Écrits
Le Livre archaïque et les Cyranides sont présentés comme des traductions d'inscriptions gravées en caractères syriaques sur deux stèles de fer, révélées par Hermès Trismégiste.
- Nechepsos, un écrit astrologique ;[réf. nécessaire]
- Livre archaïque, un écrit perdu, antérieur aux Cyranides, traitant probablement, sous forme de bestiaire, de magie et/ou de médecine[6] ;
- Livre I (Kyranis) des Cyranides (Kyranides). Fernand de Mély, Les Lapidaires de l'Antiquité et du Moyen Âge, tomes II (édition des Cyranides par Ruelle, 1898) et t. III (traduction des Cyranides par Mély, 1902), Paris, Ernest Leroux lire en ligne sur remacle.org.

### Études
- Pedro Pablo Fuentes Gonzáles et Javier Campos Daroca, « Harpocration d'Alexandrie », dans Richard Goulet, Dictionnaire des philosophes antiques, vol. 3, 2000 (lire en ligne), p. 498-503.
- Guy Ducourthial, « Astrobotanique et pharmacologie grecques aux premiers siècles de notre ère », Revue d'Histoire de la Pharmacie, vol. 84, no 312,‎ 1996, p. 327–329 (DOI 10.3406/pharm.1996.6239, lire en ligne)